# Kirby Grant
Pour les articles homonymes, voir Kirby et Grant.
Kirby Grant, né le 24 novembre 1911 à Butte (Montana) et mort le 30 octobre 1985 en Floride, est un acteur américain.

## Filmographie

### Cinéma
- 1935 : Griseries (I Dream Too Much) : Violinist-Quartet Singer
- 1937 : L'Incendie de Chicago (In Old Chicago) d'Henry King : Moustached Quartette Member in 'Old Virginny' Number
- 1938 : Radio City Revels : Singer in Group
- 1938 : La Pauvre Millionnaire (There Goes My Heart) : Customer
- 1938 : Lawless Valley (en) de David Howard : Ranch hand
- 1938 : La Ruse inutile (Red River Range) : Tex Reilly
- 1939 : Three Sons (en) de Jack Hively : Bert Pardway
- 1940 : Mexican Spitfire (en) de Leslie Goodwins : Airline Clerk
- 1940 : The Marines Fly High (en) de Benjamin Stoloff et George Nichols Jr. : Lt. Bob Hobbes
- 1940 : Millionaire Playboy : Bill, Highway Patrol Officer
- 1940 : Bullet Code : Bud Mathews
- 1941 : Blondie Goes Latin : Hal Trent, Orchestra Leader
- 1942 : Dr. Kildare's Victory (en) : Young Man Upset at Accident
- 1942 : La Blonde de mes rêves (My Favorite Blonde) : Pilot
- 1943 : Hello Frisco, Hello : Specialty singer
- 1943 : Bombardier de Richard Wallace : Pilot
- 1943 : The Stranger from Pecos : Tom Barstow
- 1943 : Destination Tokyo : Hornet's Captain
- 1944 : Chip Off the Old Block : Member, Jivin' Jacks
- 1944 : Hi, Good Lookin'! : King Castle
- 1944 : Rosie the Riveter : 'Rosie the Riveter' singer at Award Presentation
- 1944 : Law Men : Clyde Miller
- 1944 : Chasseurs de fantômes (Ghost Catchers) : Clay Edwards
- 1944 : Hommes du monde (In Society) : Peter Evans
- 1944 : Babes on Swing Street : Dick Lorimer
- 1945 : I'll Remember April : Dave Ball
- 1945 : Trail to Vengeance : Jeff Gordon
- 1945 : Penthouse Rhythm d'Edward F. Cline : Dick Ryan
- 1945 : Bad Men of the Border : Deputy Marshal Ted Cameron
- 1945 : Easy to Look at : Tyler
- 1945 : Code of the Lawless : Grant 'Tex' Carter
- 1946 : The Spider Woman Strikes Back : Hal Wentley
- 1946 : She Wrote the Book : Eddie Caldwell
- 1946 : Les peaux-rouges attaquent (Gun Town), de Wallace Fox : Kip Lewis
- 1946 : Sing While You Dance : Johnny Crane
- 1946 : Lawless Breed : Ted Everett
- 1946 : Rustler's Round-Up : Bob Ryan
- 1946 : Gunman's Code : Jack Douglas
- 1948 : Song of Idaho : King Russell
- 1948 : Singin' Spurs : Jeff Carter
- 1949 : Trail of the Yukon (en) de William Beaudine : Bob McDonald, RCMP
- 1949 : Black Midnight : Sheriff Gilbert
- 1949 : The Wolf Hunters : RCMP Corporal Rod Webb
- 1949 : Feudin' Rhythm : Ace Lucky
- 1950 : Snow Dog : Corporal Rod Webb, RCMP
- 1950 : Indian Territory (en) : Lieutenant Randy Mason
- 1950 : Les Âmes nues (Dial 1119) : Reporter
- 1950 : Call of the Klondike : Cpl. Rod Webb
- 1951 : Rhythm Inn : Dusty Rhodes
- 1951 : Yukon Manhunt : Cpl. Rod Webb
- 1951 : Deux Nigauds chez les barbus (Comin' Round the Mountain) : Clark Winfield
- 1951 : Northwest Territory : Corporal Rod Webb
- 1952 : Yukon Gold (en) : RCMP Cpl. Rod Webb
- 1953 : Fangs of the Arctic : RCMP Corporal Rod Webb
- 1953 : Northern Patrol : Corporal Rod Webb, RCMP
- 1954 : Yukon Vengeance : Cpl. Rod Webb, RCMP

### Télévision
- 1951 : Sky King